# London New Zealand RFC
London New Zealand RFC is een Engelse rugbyclub, gelegen in Acton, Londen. De club is in 1926 gevormd voor Nieuw-Zeelandse emigranten in het Verenigd Koninkrijk en het is geaffilieerd met de Middlesex Rugby Football Union. 